# Beringia

Beringias utveckling från för 21 000 år sedan till idag.

Beringia, Beringlandbryggan, var en landförbindelse mellan Asien och Nordamerika. Det antas att de första människor som bosatte sig i Amerika tog denna väg.

## Geografi
Beringia var utsträckt där idag Berings sund ligger, alltså mellan dagens Alaska och Sibirien. Landbryggan var del av ett 3,4 miljoner km² stort område som sträckte sig från Lenafloden i östra Sibirien till Mackenziefloden i dagens Kanada.

## Historia
Vid slutet av senaste istiden för 10 000 år sedan (efter nyare undersökningar möjligtvis 11 000 eller 12 000 år) var havets vattenstånd mycket lågt och sundet mellan Sibirien och Alaska försvann. Det är möjligt att landbryggan uppkom åtskilliga gånger under de senaste 100 000 åren på grund av att isen ökade och minskade under flera perioder. Under en interglacial omkring 110 000 - 90 000 år sedan var större delen av det nordamerikanska istäcket borta (i Eurasien var detta mycket mindre utpräglat) och troligen fanns en landbrygga någon gång under detta skede.
Vattenståndet i norra Stilla Havet när den senaste istiden nådde sitt slutskede var ungefär 125 meter lägre än idag och så uppkom ett 40 till 50 kilometer brett och 85 kilometer långt kuperat område. Landskapet täcktes av grässtäpp där flera djurarter förekom, till exempel mammutar, ullhårig noshörning, renar och myskoxar. Asiens nomader följde dessa djur och kom på så sätt till den Nya världen.
Denna teori har idag starkt stöd bland arkeologer och etnografer, men en del av de första invandrarna kan även ha anlänt över havet vid tidpunkter när Berings sund åter existerade.